# 2006年冬季残疾人奥林匹克运动会西班牙代表团
2006年冬季残疾人奥林匹克运动会西班牙代表团是西班牙派出的2006年冬季残疾人奥林匹克运动会代表团。获得1枚银牌和1枚铜牌。